# Плоске (Черкаський район)
Пло́ске — село в Україні, у Черкаському районі Черкаської області, у складі Балаклеївської сільської громади.

## Населення
За даними перепису 2001 року населення села становило 1650 осіб.

### Мовний склад
Рідна мова населення за даними перепису 2001 року:
| Мова       | Чисельність, осіб | Доля     |
| ---------- | ----------------- | -------- |
| Українська | 1 601             | 97,03 %  |
| Російська  | 46                | 2,79 %   |
| Інше       | 3                 | 0,18 %   |
| Разом      | 1 650             | 100,00 % |

## Історія
Хутір Ірдинський був заснований 1824 році, Полтавським підприємцем Федором Когутенком, який створив на місці теперішнього села лісопилку. Починаючи з 1830 року, на цій території налічувалось, 28 дворів і 75 мешканців. Після того як у 1852 році Когутенко, помер його володіння були продані його дружиною, для погашення боргів. Лісопилку придбав граф Бобринський і дав нову назву хутір Бобринський.[джерело?]
На території села діє СТОВ «Лан» (сільськогосподарське товариство з обмеженою відповідальністю «Лан»), у якому працює 30 % місцевого населення.[джерело?] Працює районна бібліотека, сільська рада.[джерело?]